# جيري جافورسكي
جيري جافورسكي (بالتشيكية: Jiří Javorský)‏ كان لاعب كرة مضرب تشيكي. كما أنه أحد أبطال الجراند سلام. حقق البطولة الفرنسية للزوجي في سنة 1957.

## النهائيات

### الزوجي المختلط: 2 (الألقاب 1, الوصافة 1)
| الحصيلة | السنة | البطولة          | الأرضية | الشريك      | المنافس                | النتيجة       |
| ------- | ----- | ---------------- | ------- | ----------- | ---------------------- | ------------- |
| الفوز   | 1957  | البطولة الفرنسية | ترابية  | فيرا سوكوفا | إيدا بودينج لويس أيالا | 6–3, 6–4      |
| الوصافة | 1961  | البطولة الفرنسية | ترابية  | فيرا سوكوفا | دارلين هارد رود ليفر   | 0–6, 6–2, 3–6 |

## روابط خارجية
- جيري جافورسكي على موقع رابطة محترفي التنس (الإنجليزية)
- جيري جافورسكي على موقع الاتحاد الدولي لكرة المضرب (الإنجليزية)
- جيري جافورسكي على موقع كأس ديفيز (الإنجليزية)
- جيري جافورسكي على موقع أرشيف التنس.كوم (الإنجليزية)
- جيري جافورسكي على موقع بطولة ويمبلدون (الإنجليزية)
- جيري جافورسكي على موقع خلاصة التنس.كوم (الإنجليزية)